# Bačinci
Bačinci es un pueblo ubicado en la municipalidad de Šid, en el distrito de Sirmia, Serbia.

## Superficie
Posee una superficie de 25,21 kilómetros cuadrados.

## Demografía
Hasta 2022 la población era de 990 habitantes, con una densidad de población de 39,27 habitantes por kilómetro cuadrado.